# یامانوئوچی، ناگانو
یامانوئوچی، ناگانو (به لاتین: Yamanouchi, Nagano) یک منطقهٔ مسکونی در ژاپن است که در استان ناگانو واقع شده‌است. یامانوئوچی ۲۶۵٫۹۰ کیلومتر مربع مساحت و ۱۲٬۳۵۱ نفر جمعیت دارد.